# Aeroportul Tortuguero
Aeroportul Tortuguero (IATA: TTQ, ICAO: MRBT) este un aeroport din Tortuguero⁠(d), Provincia de Limón⁠(d), Costa Rica ce deservește zona Tortuguero⁠(d). Aeroportul a fost tranzitat în 2014 de 11.577 de pasageri. A fost numit după zona deservită.
Situat la o altitudine de 6 m, aeroportul dispune de o singură pistă.